# Anerveen
Anerveen is een buurtschap gelegen in de gemeente Hardenberg in de Nederlandse provincie Overijssel. Het ligt vlak bij het stadje Gramsbergen. In 2023 woonden er 160 mensen. Bij Anerveen is een gerestaureerde beltmolen uit 1864 en een camping te vinden. De buurtschap ligt ca. 12 kilometer van de Duitse grens af.

## Geboren
- Erik Hulzebosch (1970), marathonschaatser, zanger en presentator